# Isabel Preysler
Maria Isabel Preysler Arrastia, coneguda com a Isabel Preysler (Manila, Filipines, 18 de febrer de 1950) és una ex-model i presentadora espanyola, d'origen filipí.
Ha estat imatge publicitària de diverses marques com Porcelanosa i Ferrero Rocher.
Ha estat també casada amb el cantant espanyol Julio Iglesias i Carlos Falcó y Fernández de Córdoba, 5è Marquès de Griñón. També va estar casada amb Miguel Boyer, ministre d'Hisenda entre 1982 i 1985, al primer govern del PSOE.
És mare del cantant Enrique Iglesias, fill de Julio Iglesias.